# 雷锋故居
雷鋒紀念館是中国人民解放军模范战士雷锋的出生地，坐落在中国湖南省长沙市望城区雷锋街道。

## 沿革
清朝光绪时期，故居建立，当时属于地主“谭四滚子”的住房。
1940年12月18日，雷锋出生在故居老屋，他一直住到1956年11月被调到望城县时。
1958年，故居因年久失修而荒废。雷锋的堂叔雷光明重建了三间茅屋。
1966年冬季，湖南省人民政府在故居旁新建雷锋纪念馆。1968年11月20日，雷锋纪念馆正式对外开放。
1993年，望城县人民政府重修了故居，并且对外开放。
2011年1月，湖南省人民政府把雷锋故居列入第九批湖南省文物保护单位。

## 建筑物
雷锋雕像，坐落在雷锋雕像广场，由雕像家朱惟精雕刻，5米高，2002年5月，湖南省人民政府把它列入湖南省文物保护单位。
雷锋纪念馆，坐落在故居旁，1966年至1968年建成。1990年10月29日，时任中共中央总书记的江泽民题名“雷锋纪念馆”。2002年，国家旅游局把它分作4A级旅游景点。

## 交通
- 公交车W202-1、315或者913到雷锋站。
- 公交车W203、W211或者916到雷锋纪念馆站。

## 图册

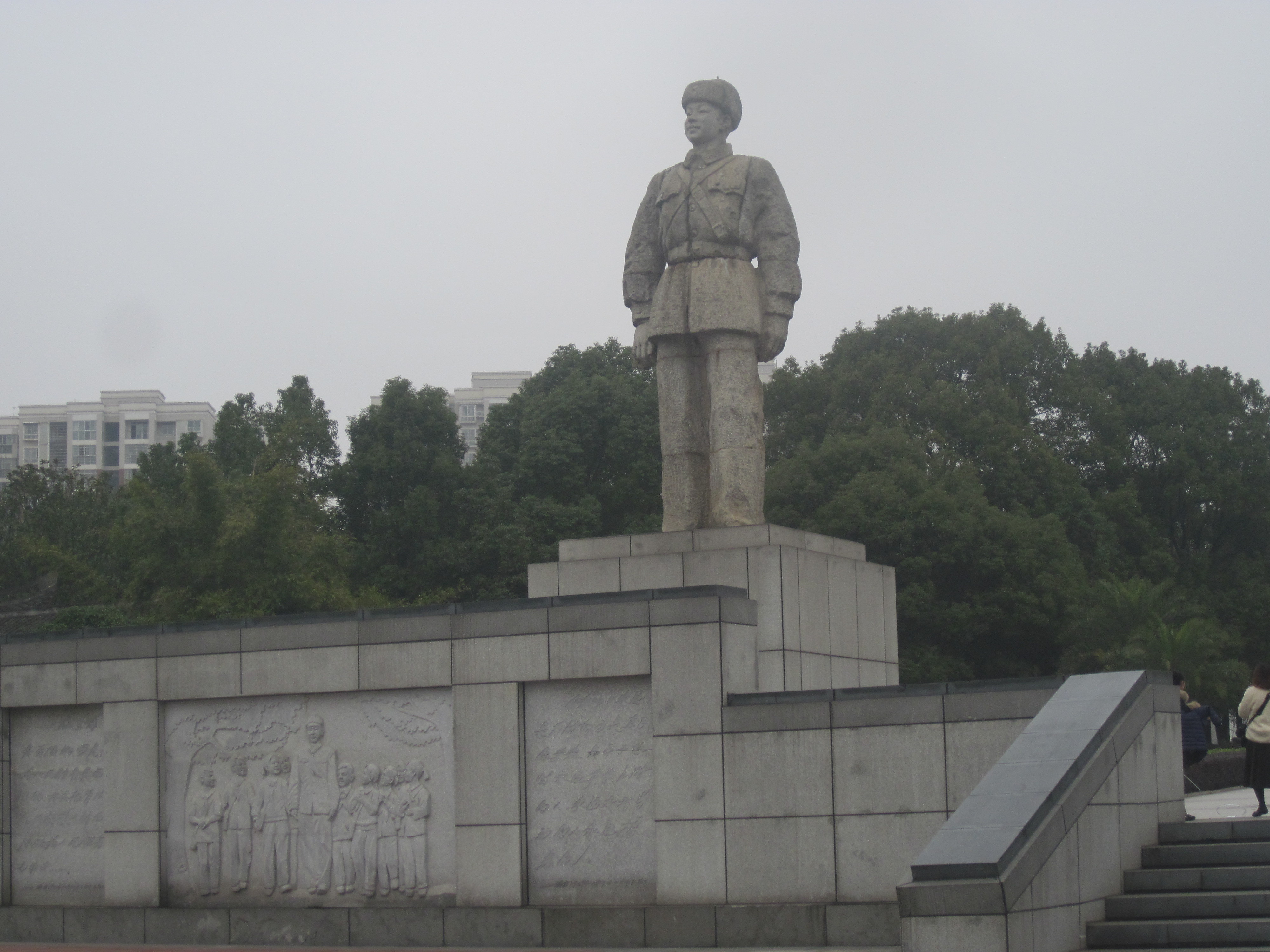
雷锋雕像。
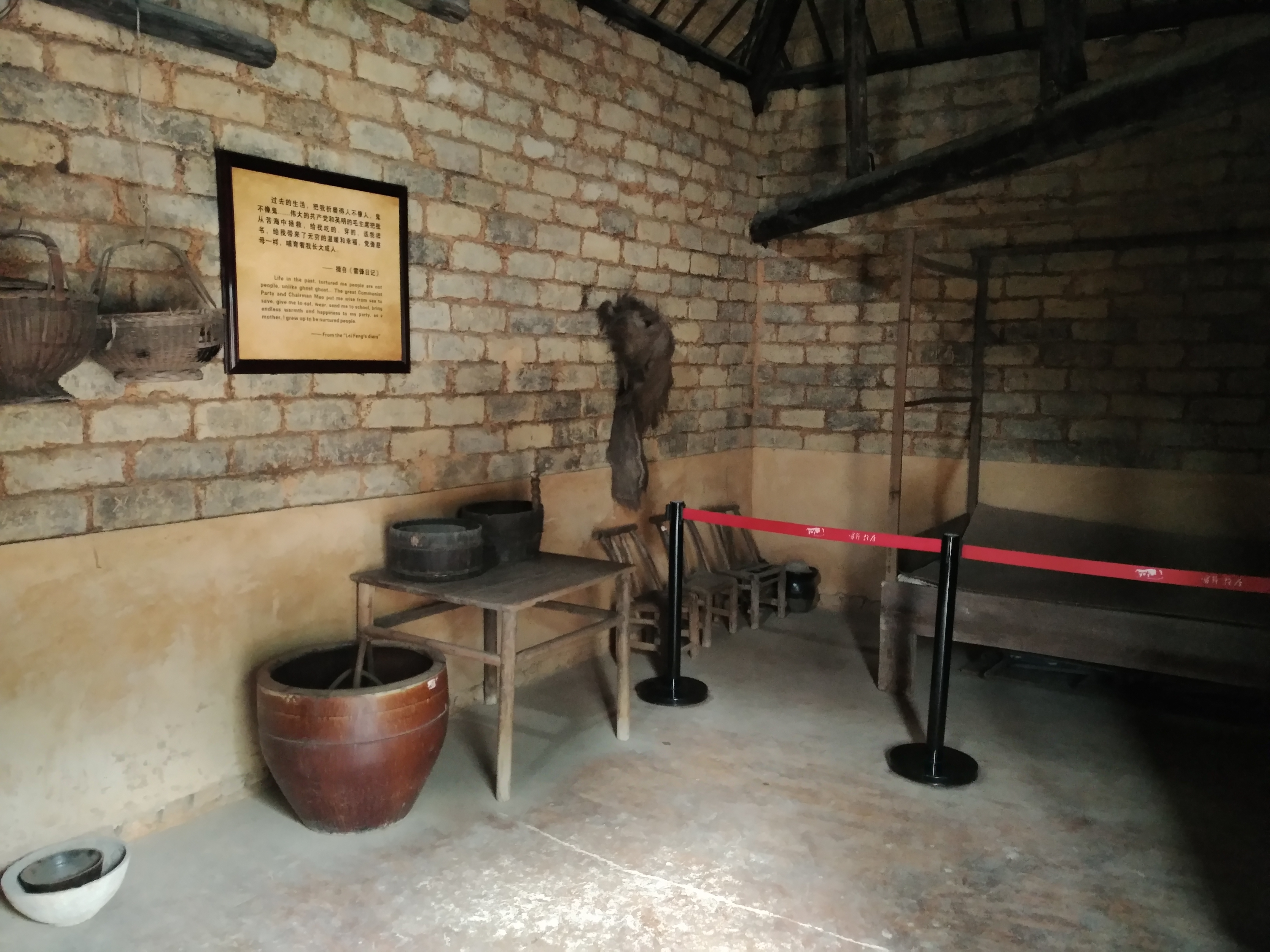
厨房。
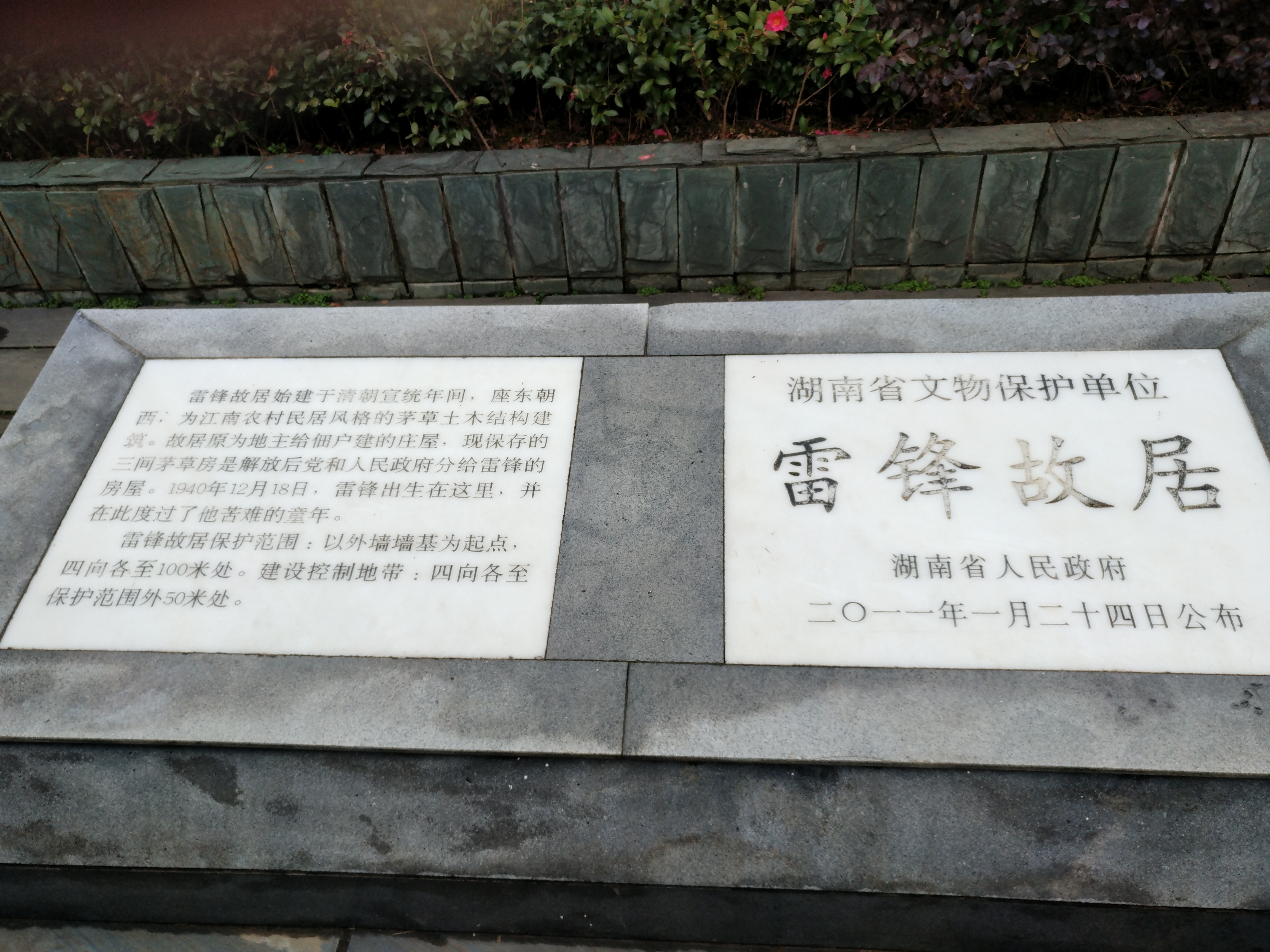
湖南省文物保护单位标识牌。